# Antônio Coelho Rodrigues

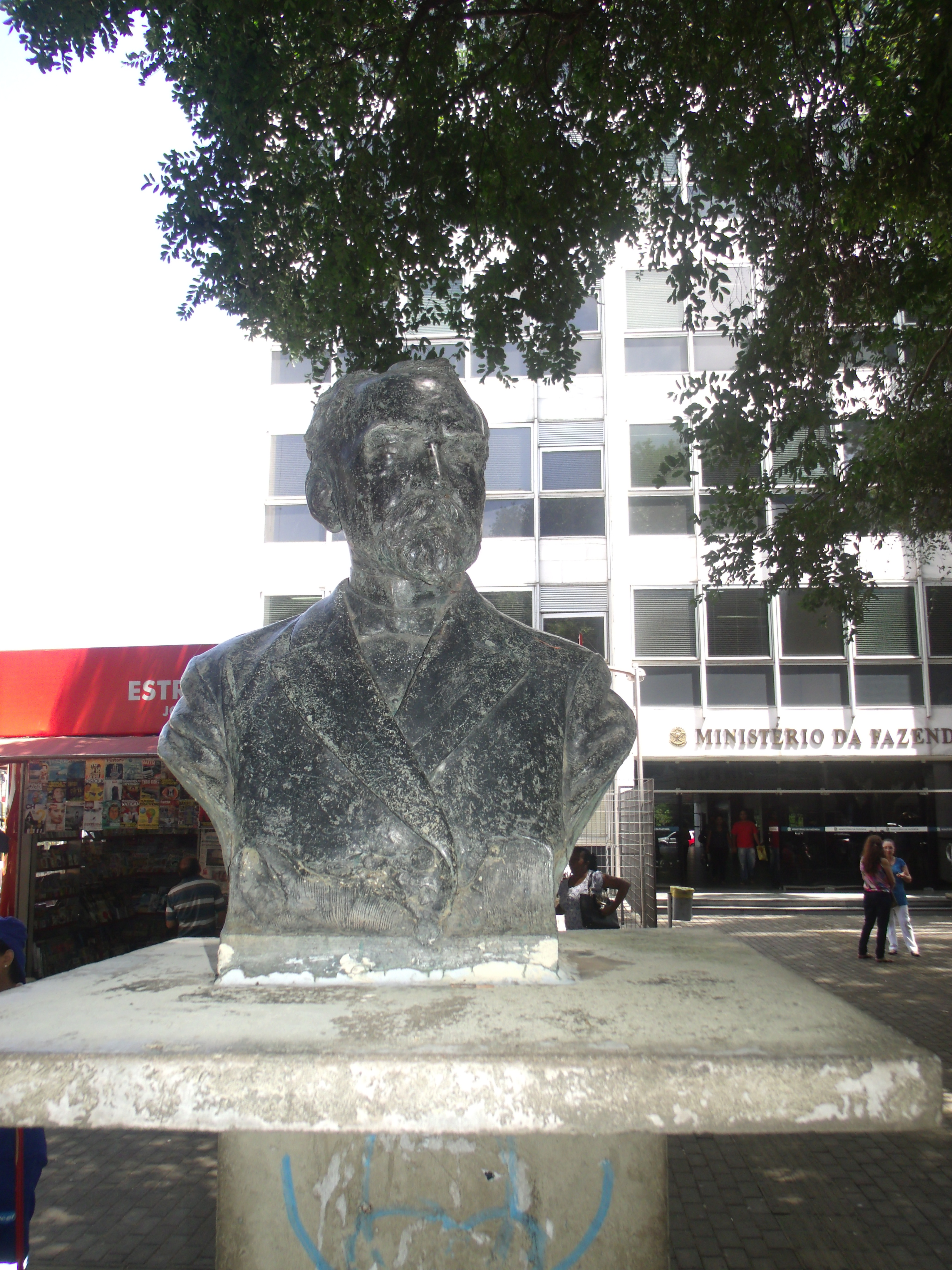
Busto de Coelho Rodrigues na praça Rio Branco, em Teresina

Antônio Coelho Rodrigues (Picos, 4 de abril de 1846 — São Vicente, 1 de abril de 1912) foi um advogado, professor, jurista, escritor, legislador e político brasileiro. Era bisneto por duas linhas do fidalgo português Dom Valério Coelho Rodrigues, personagem importante no processo de colonização portuguesa no Piauí que construiu uma grande fortuna e gerou vasta família com descendência que se projeta na política nacional do Brasil até os dias de hoje. Faleceu a bordo do navio que o trazia da Europa para o Brasil, à altura da ilha de São Vicente (Cabo Verde).
Na infância, morou na fazenda Paulista, hoje cidade de Paulistana, Estado do Piauí, onde teve a oportunidade de aprofundar os estudos de língua portuguesa e aritmética, bem como de iniciar as primeiras lições de francês, latim e filosofia, aprendendo os ensinamentos do professor padre Joaquim Damasceno Rodrigues, que era também seu primo.
Formou-se em Direito pela Faculdade de Recife onde , pouco tempo depois da formatura, passou a lecionar.
Considerado um dos mais relevantes juristas do Brasil, foi autor de um dos anteprojetos que precederam o Código Civil brasileiro de 1916 e responsável pela redação da Lei instituidora do casamento civil (Decreto n.º 181, de 24 de janeiro de 1890).
Foi conselheiro do Império, deputado geral (1869-1872 e 1878-1886), senador do Brasil (1893-1896) e prefeito do então Distrito Federal (1900), durante a República Velha (Primeira República Brasileira).

## Obras
- Memória Histórica-Acadêmica dos Acontecimentos Notáveis da Faculdade de Direito do Recife, Rio: Imprensa Nacional, 1879
- Institutas do Imperador Justiniano, Recife: Tipografia Mercantil, 1879
- Projeto do Código Civil Brasileiro, Rio: Imprensa Nacional, 1893